# Linia 6 metra w Barcelonie
Linia 6 metra w Barcelonie - linia metra w Barcelonie oznaczona kolorem granatowym, o długości 7 km i 9 stacjach. Jeden z trzech linii obsługiwanych przez Ferrocarriles de la Generalidad de Cataluña.